# Heroica Caborca
Caborca (del idioma pima alto Kawolk), oficialmente Heroica Caborca, es una ciudad mexicana situada en el noroeste en el estado de Sonora, en la zona del desierto de Sonora. Caborca es la cabecera municipal y la localidad más poblada del municipio homónimo. Según datos del Instituto Nacional de Estadística y Geografía (INEGI), en 2020, la ciudad contaba con una población de 89,122 habitantes. 
Fue fundada la Misión el 18 de diciembre de 1692 por el misionero jesuita Eusebio Francisco Kino en un asentamiento indígena ubicado al pie del Cerro Prieto, bautizándola como la misión de la Purísima Concepción de Nuestra Señora de Caborca, con el propósito de evangelizar a las tribus pimas y pápago cercanas.
Etimológicamente el nombre es "Kawolk", significa Cerrito o Lomita en la lengua de los Tohono O'otham, ya que a la llegada del Padre Kino a esta región, se encontró a la gente alrededor de este cerro. 
Se ubica a 220 kilómetros de la frontera con los Estados Unidos en Heroica Nogales, a 177 kilómetros de la costa en el golfo de California en Puerto Peñasco y a 282 kilómetros de la capital del estado Hermosillo.

## Historia

### Fundación y primeras exploraciones
La región de Caborca, en su época precolombina se cree que fue habitada por grupos indígenas de la cultura Hohokam, que en la lengua O'otham quiere decir los que ya no están,  dejando un profuso testimonio de su paso a través de petroglifos en lugares como el cerro La Proveedora y Cerro Prieto, también algunas formaciones líticas llamadas trincheras.

Después de desaparecer la cultura Hohokam a mediados del siglo XV, la región, denominada como Pimería Alta por los europeos, fue habitada por el pueblo pima, y también por los pápagos, quienes se llama a sí mismos Tohono O'odham. Vivían en rancherías, reducidos conjuntos de nativos pimas, donde construían "jacales de esteras hechas de carrizos rajados y armada en forma de bóveda, sin tener otra cosa que un petate para dormir, calabazos para acarrear y tener agua, alguna olla para tostar maíz y no todos metate para molerlo pero si arco y flechas, carcaj y porra para pelear". En tiempos de Kino destacaban, de manera predominante en la zona, las rancherías de Caborca, Bisani, Pitquin, Unuicut, arivaipa, Bactun, entre otras. 

Corre esta Pimería Alta de sur a norte, desde los 30 grados hasta los 34, que se cuentan desde esta misión de Nuestra Señora de los Dolores hasta el río de Gila que después se junta con el Colorado, y de oriente a poniente, desde el valle de los pímas, llamados sobaipuris, hasta las cercanías y costa del seno del mar Californio, habitadas de los pimas, sobas (...)los demás confines de esta Pimería, quien tiene por el oriente, bajando de norte a sur desde el Nuevo México, las naciones Apaches, Sumas, Jocomes, Janos y parte de la Ópata que es la mayor de la provincia de Sonora(...)
Velarde,"Relación de la Pimeria Alta.1985"

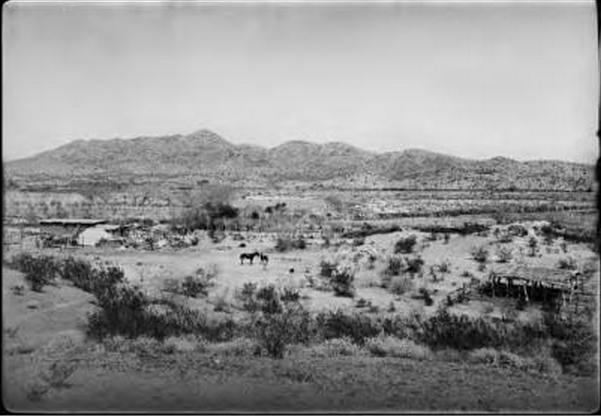
ranchería Tohono o´odham a principios del siglo XX

La situación del pueblo pima siempre fue complicada, por una parte soportaban las inclemencias del desierto de Altar, por otro estaban confinados a estar guerreando continuamente, ya con sus parientes de oriente o contra los temibles apaches (especialmente el pueblo pima de los sobaipuris, quienes vivían en los márgenes de los ríos San Pedro y Santa Cruz. En la actualidad, Arizona), actuando como una barrera natural contra las invasiones hacia las incipientes colonias españolas en el centro y sur de Sonora.
Particularmente, los grupos pimas de la región de Caborca fueron llamados sobas por el padre Kino; este apelativo les venía por ser el nombre de su principal líder. Eran enemigos jurados de los seris y de los tepocas, contra quienes se mantuvieron en guerra por generaciones. Practicaban la caza, especialmente de venado, y también una agricultura rudimentaria basada en la siembra de maíz, frijol y calabaza. Una vez asentados los españoles en tierras ópatas, los pimas modificaron sus hábitos, y empezaron a saquear los nuevos pueblos. En 1688 asolaron el valle de Opodepe para robar caballos y "ejecutar hostilidades". Como reacción, los capitanes Juan de la Fuente y Blas del Castillo, con soldados de su presidio y vecinos, pretendieron hacer una entrada a Caborca, pero los detuvo el hecho de no conocer los caminos, llegando hasta el actual Ocuca.
Se podría decir que la pimería alta estaba abandonada, y lejos del interés de la Corona española, por ser un territorio tan hostil y distante. Sin embargo, su suerte cambiaría para siempre en el momento en que el infatigable padre Kino fuera enviado a misionar en sus tierras. El padre jesuita Eusebio Francisco Kino, ingresó a la pimeria alta en 1687, y fundó la que sería su base de operaciones, Nuestra Señora de los Dolores, sobre la ranchería pima de Cosari(llamado también Bamotze), iniciando su misión civilizadora:

El entusiasmo del padre Kino se convirtió en catalizador para una nueva economía del desierto. Los pimas habían cultivado sus tierras durante muchas generaciones, pero jamás habían conseguido tanto como bajo la sabia dirección de su nuevo misionero. Los deltas dormidos se convirtieron en jardines productivos. Se desbrozaron las tierras del río para sembrar maíz, trigo, calabazas; las vertientes fueron preparadas para la siembra de viñedos y frutales importados de Europa. Cada pueblo erigía una capilla de adobe e iniciaba la obra a largo plazo de las iglesias que un día habrían de ser orgullo de los pueblos.
Polzer,"Eusebio Kino, Padre de la Pimeria Alta"

 Con intención de observar los avances de la causa misional, el padre visitador Manuel González, guiado por el padre Kino, recorrió los nuevos pueblos indígenas cercanos a Dolores, que habrían de convertirse en Misiones, y hubiera seguido hasta Caborca si no fuera por las terribles condiciones del camino. 

En 19 de enero de 1689 años, entró el Padre Visitador Manuel González a su primera visita de estos nuevos pueblos; entró a San Ignacio, a San Joseph Cocospora, Nuestra Señora de los Remedios. y hubiera entrado mucho más adelante, hasta la nación del Soba, si los atascaderos de las equipatas y del río de San Ignacio, no nos hubieran maltratado los caminos y atajado los pasos.
Kino,"Misiones de Sonora y Arizona, 1989 p 21"

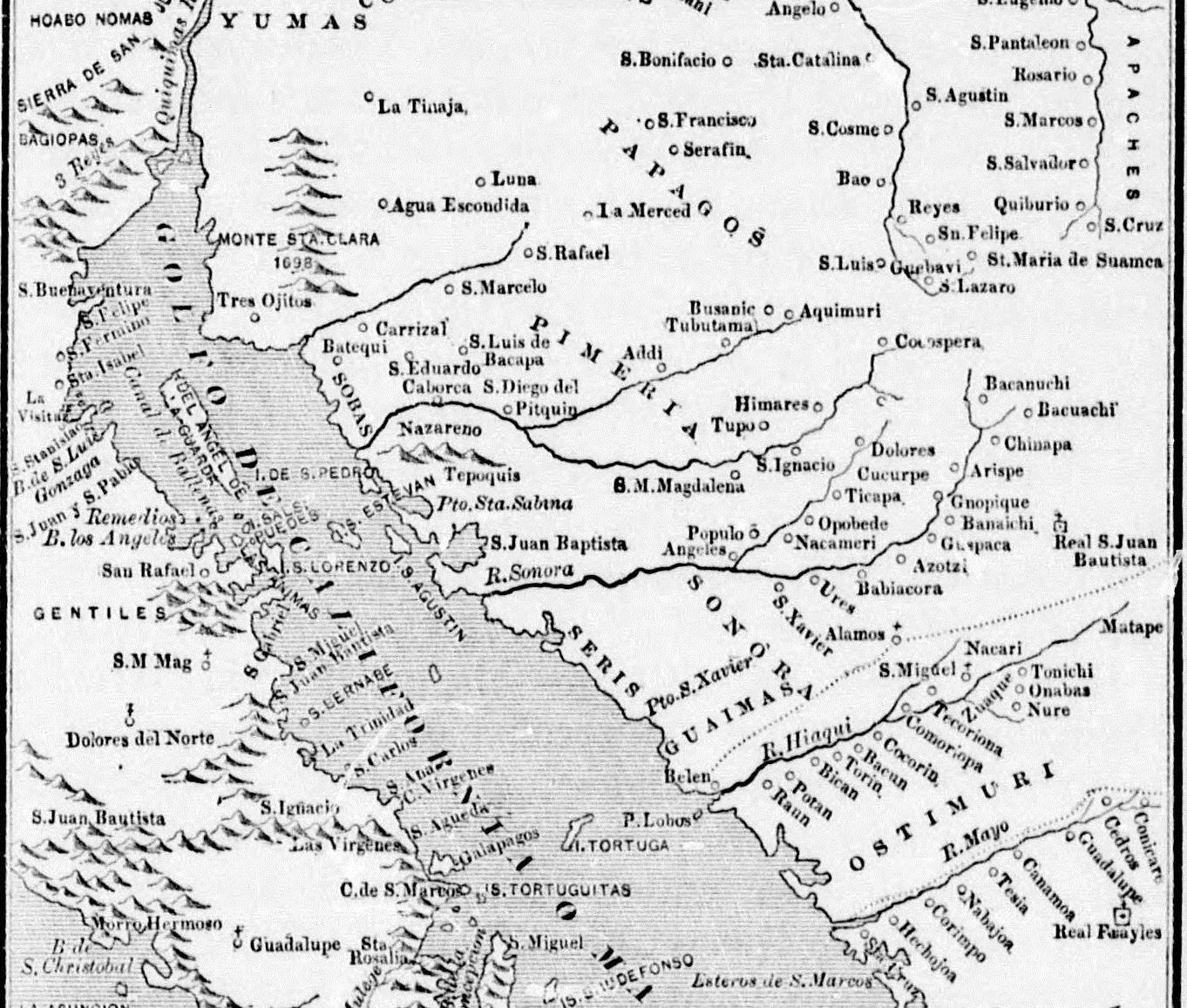
Mapa de Sonora y Baja California, de 1757, hecho por el padre Miguel Venegas.

 Fue durante un viaje realizado con el nuevo padre visitador Juan María Salvatierra, a la misión de San Pedro de Tubutama, asistida por el padre Antonio Arias, donde se celebraba la Pascua de Reyes (año 1691), cuando vio Eusebio Francisco que asistieron algunos personajes principales de la nación del Soba. Les predicó el tema Reyes Saba venivut (de Saba vienen reyes), en clara alusión a la gente del jefe pima, y trataron de una próxima visita para la cristianización de los pimas que llegaban hasta el actual golfo de California. Sin embargo, no sería sino hasta una entrada posterior, desde el 11 al 24 de diciembre de 1693, cuando por fin, arribó a Caborca. 

A fines de 1693 Kino realizó la visita que les había prometido a los pimas de la parte baja de la cuenca del Altar. Esta gente, llamada sobas, tomaba ese nombre de su cacique, “cabeza y capitán destos más de cuatro mil indios”. Soba estaba reputado como un gran guerrero, y larga había sido su lucha con los pimas del oriente. Vivía en Unuicut, cerca de Caborca. Diez o doce años antes los sobas habían matado a El Podenco, jefe de Cosari, y a partir de entonces los dos grupos pimas habían sido enemigos. De manera que Kino concibió la idea de reconciliarlos. Esta sería una obra piadosa y facilitaría su trabajo.
Herbert Bolton,"Los Confines de la Cristiandad"

 Acompañado del padre Agustín de Campos, después de Kino el misionero más importante en la pimería del siglo XVII, y el capitán Sebastián Romero llegaron a Caborca, donde encontraron a la gente muy amable con ellos, pero algunos, que nunca habían visto caras blancas, se iban de miedo al ver aquellas personas tan extrañas. Salieron de Caborca rumbo al oeste hasta llegar al cerro más alto de la zona ubicado como a 8 leguas, y lo llamaron Nazareno (en honor al nombre del barco en que naufragó el padre Kino en la bahía de Cádiz al venir a América). Desde su cumbre, el 15 o el 18 de diciembre, avistarían que la Baja California es una península, y no una isla. De regreso a la ranchería de Caborca:

A petición del P. Antonio Leal, que asistía en Arizpe, le pusimos de la Concepción de Nuestra Señora del Caborca, y su Rev. ofreció la misa del día de San Francisco Xavier a Nuestra Señora por el buen suceso de esta entrada del Caborca.
Eusebio Kino,"Misiones de Sonora y Arizona"

Eusebio Francisco Kino encontró un gran campo para misiones en toda la inmensa región del jefe Soba. Por lo que poco tiempo después de regresar de Caborca, acudió a la capital de Sonora de ese entonces, el Real de san Juan Bautista, con el general Domingo Jironza, alcalde mayor del estado y comandante de la compañía volante, con la solicitud de que asignase a "una persona que ejerciese el cargo de teniente de alcalde mayor y capitán a guerra, para proseguir los descubrimientos y diese fe de la disposición de tierras, ríos y naciones que descubriese." Jironza eligió a su propio sobrino, recién llegado de España, Juan Mateo Mange. Quien sería, a partir de ese momento, compañero del incansable Kino en sus correrías por toda la pimeria alta. Ávido por continuar explorando la región adjunta al río Altar, Kino visitó de nuevo Caborca el 11 de febrero de 1694. En ese momento, el conjunto de rancherías pimas podrían formar un pueblo de 600 personas.  El día 14 del mismo mes, mientras Francisco Eusebio, era llamado a bautizar un enfermo de gravedad, Mange llegaba a la población del Bisani, quien la tituló con el nombre de San Valentín, por ser día del santo. A partir de entonces, San Valentín del Bisani pasaría a ser una visita de Caborca en el esquema misional jesuita. 

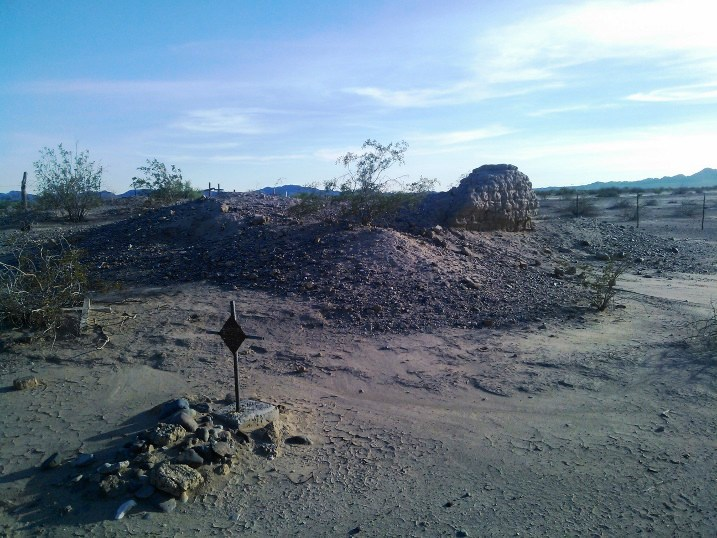
San Valentin del Bisani

 Al arribo de Kino al lugar, retomaron el camino para ascender la cima del cerro Nazareno, y contemplaron de nuevo la inmensa península que conforma Baja California. Les informan también de una salina, que no pueden ir a ver por falta de agua. El día 15, siguen rumbo al oeste por una barranca seca y pedregosa entre aquella sierra, y a tres leguas se encuentran unas mujeres indígenas que tomaban agua de un pozo con unas tinajas. Las nativas les dan también agua a ellos para beber, al igual que a la caballada. Por lo que Kino y Mange, nombran como las Ollas a aquel paraje. Después continúan su exploración rumbo al poniente, hasta llegar al desemboque del río,  junto al mar, siendo la primera vez que un europeo pisa la costa en aquellas latitudes. Contemplaron la isla del Tiburón, y los cerros del brazo de la Baja California,  regresaron a dormir a las Ollas, donde les esperaban 20 nativos, al verles tan pobres y completamente desnudos, se les dieron algunas provisiones. El día 17, después que Kino termina de dar misa, regresan por la sierra del Nazareno hasta llegar a Caborca, donde les esperaban 60 personas del Bisani. Se les bautizaron algunos niños y se les dieron varas de justicia, enseñándoles como habrían de gobernarse. Permanecieron un día y medio entre los sobas, y se les dio ni una de las más grandes lecciones bíblicas, donde les predican la creación del mundo por Dios. Del cielo y del infierno. De la redención por el sacrificio de Jesucristo Etc. Antes de partir, Kino deja carne, pinole, bizcochos y harina, que debían guardar para una próxima visita.
Esta visita vendría muy pronto. Y en esta ocasión con la firme idea de construir un barco en Caborca, tanto para cruzar a Baja California, como para ver el punto en que se unía la península al continente. El 18 de marzo, encontramos a Kino y Mange, en el punto en que el río San Ignacio se sume en la tierra, y que ellos llamaron Altar. De ahí, despacharon los materiales por el camino real que llegaba a Caborca, y ellos se siguieron por el noroeste, donde les habían pedido que fueran a ver algunos enfermos. El 19, entre llanos secos, y a ocho leguas andadas llegaron a la ranchería de Quisoli, cerca de la sierra. Ahí encontraron 50 personas y se les bautizaron algunos enfermos. Siguieron al poniente, y doce leguas adelante, ya anocheciendo, llegaron a Bacpia (Arivaipa). Donde les recibieron con júbilo y bailes durante toda la noche. Contaron 60 personas, y se procedió a dar doctrina y bautizar. El 20, cabalgando entre pedregales y tierra seca, llegaron a una ranchería, donde la gente asustada salió huyendo, como ya había ocurrido en Caborca, por el temor de ver gente de piel clara. Se les dio alcance a algunos y se les pidió que se fueran a vivir a Caborca, donde pronto tendrían padre. Aquí contaron 50 personas, muy pobres, que se alimentaban solo de raíces, péchitas y algunas otras frutas. Esa misma noche llegaron a Caborca. Desde el 21 de marzo dieron comienzo los trabajos para la construcción del barco. El 26 mientras Kino permanecía en Caborca, Mange decidió continuar con su exploración acompañado de algunos guías nativos. Andando al sur, seis leguas, llegó a la ranchería de Unuicut, donde vivía el jefe principal Soba. Continuó por una distancia de 40 leguas más, donde descubrió tres rancherías más, que vivían cerca de pozos y andaban desnudos. Contando en total 280 almas. El 30 de marzo, llegó por otro camino a la sierra del Nazareno hacia el sureste. Y 12 leguas andadas llegó de nuevo a las Ollas. El 31, salió para la salina blanca hacia el sureste, que ya le habían mencionado en la expedición anterior, a dos leguas encontró una pequeña ranchería con 25 personas. Se despidió de ellos y siete leguas más, llegó por fin a la salina, y pasando media legua más al oeste, descubrió un pequeño puerto que llamó Santa Sabina, hoy Puerto Libertad. Regresó a la salina que nombró Santa Albina, por ser día de la santa. Después regresó a dormir al paraje de las Ollas, y el 1 de abril, regresó a Caborca, donde ya le esperaba Kino para volver a Dolores, pues tendrían que dejar secar la madera. En junio, Kino regresó a terminar su barco. Salió el día 8 de Dolores, pero el día 11, ya retornaba de Caborca, pues el padre visitador, Juan Muñoz de Burgos, le ordenaba suspender la fabricación de la embarcación. En tanto, los indígenas se quedaban fabricando una pequeña casita de adobe y sembraban trigo y maíz con la esperanza de recibir a un misionero permanente. Mateo Mange nos regala una descripción del terreno de Caborca: 

Es el puesto cómodo y placentero para una misión y aunque tiene fértiles y feraces tierras todas debajo de riego de acequias donde cogen mucho frijol y calabazas, si tuvieran hachas (de que carecen) pudieran rozar muchos montes y superabundarán tierras para 3 mil indios que se pueden congregar de los que andan desnudos al norte y poniente de la costa del mar y fundar una pingüe misión y florida cristiandad. Su terreno es templado, opimas dehesas y salitrales para cría de ganado y caballadas.
Mange,"Luz de tierra incógnita, 1985 p. 31"

### La construcción de la primera iglesia y martirio deFrancisco Javier Saeta
Dada la buena disponibilidad que los sobas estaban teniendo, y con el continuo ofrecimiento de que si les mandaban misionero, se congregarían en torno a la Concepción de Caborca, para convertirse al cristianismo. Kino envió informes favorables al padre provincial, y el general Jironza hizo lo mismo con el virrey. Impresionado, el virrey mando recursos para enviar a dos nuevos misioneros a la pimeria. El padre provincial destinó a los padres Fernando Bayerca a Cocóspera, y a Francisco Xavier Saeta a Caborca.
El 21 de octubre del año 1694, llegaba Francisco Xavier Saeta a Caborca, acompañado del padre Kino. Ya desde la ranchería de San Diego del Pitquin (Pitiquito) los indígenas le recibieron con cruces y arcos puestos en el camino, y la alegría en sus rostros. Nada más instalarse en la pequeña casita que le había construido la gente de la Concepción de Caborca, se puso manos a la obra en la fabricación de una capilla. Construyó una huerta, una sementera de trigo. Eran tanto su celo y tesón para la conversión de sus “hijos”, que ocho días después de llegar, en carta a Kino le presume que se han hecho ya 500 adobes. A mediados de noviembre, el padre Saeta, sale a pedir limosna, como era la costumbre, a las misiones que ya estaban establecidas para ayuda en la construcción de su iglesia y alimento para su querido pueblo.
En Cucurpe Saeta le escribe a Kino: «El P. Rector se ha consolado mucho de las buenas nuevas que le he comunicado acerca de los felices principios de mi misión, y me da amplia facultad para procurar mediante la caridad de nuestros padres los aumentos de ella en lo temporal, para que lo tenga en lo espiritual. No dejará V. R. con su fervorosa caridad y celo de rogar a Dios por el feliz suceso, que todo sea a mayor gloria de Dios y bien espiritual de nuestros queridísimos hijos, a los cuales si hubiere ocasión saludo de todo corazón.»
En Guepaca escribe:« Remito a V. R. dos envoltorios, salgo para Matape y me voy dando mucha prisa, pues grandes deseos que tengo de dar a V. R. mil cordialísimos amplexos y verme entre mis queridísimos hijos, a los cuales con todo corazón y con todo amor, saludo y abrazo, y doy por bien empleados estos trabajos que he pasado para ayuda de ellos: Sit nomen Domini benedictum.»
A fines de enero de 1695, regresa a la misión de Caborca. Los progresos de la conversión al cristianismo son notables. Los nativos asisten todas las mañanas a misa, y dos veces al día toman catecismo. Tanto grandes como pequeños participan en el trabajo de la misión. Tres rancherías más ayudan en la Concepción; Unuicut, Bopota y Actun, sus gobernadores al ver los grandes avances prometen al padre Saeta que se irán a vivir a Caborca.
Kino envía cien cabezas de ganado mayor, otras tantas de ganado menor, 60 fanegas de trigo y de maíz, una manada de yeguas, para mayor prosperidad de Caborca…
Saeta está tan absorto, tan “muy mucho engolfado”, tanto en lo espiritual como lo temporal, en la edificación de la misión de la Purísima Concepción que tendrá que rechazar la invitación de Kino de visitarle en Dolores en Semana Santa, y apenas podría ir a San Pedro de Tubutama a cumplir con la iglesia. Le promete a Eusebio Francisco que no faltarán ocasiones de reunirse más adelante.
El 1 de abril, Francisco Xavier, sin saberlo, escribe la última carta al padre Kino, pidiéndole que se vean uno de esos días, avisándole que se encuentren en Santa María: «aunque yo hago aquí muchísima falta por un momento que salga, por lo mucho que estoy engolfado, sin embargo, hurtaré ese rato, y como veloz saeta volaré a ponerme a los pies de V. Rev. Y recibir sus mandatos y discurrir de medio mundo.» 
Menciona en una posdata que se encuentra desconsolado con la noticia de que los jocomes recién mataron en San Pedro de Tubutama a dos muchachos que regresaban a Caborca con ganado. En una posdata adicional, ya cerrada la carta: «el maíz de Santa Marta no se pudo traer por razón de los enemigos, pues se confirman las muertes de Martín y del muchacho (Fernando). V. Rev. No me pierda de vista....»

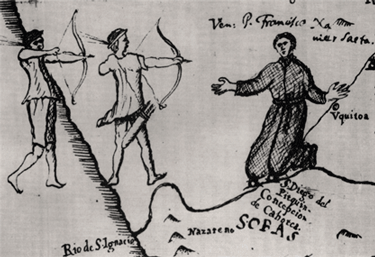
Detalle de mapa de Francisco Eusebio Kino donde se muestra el martirio del padre Saeta

Los autores de la muerte de los dos muchachos de Caborca no eran jocomes, ni janos, ni apaches, como pensaba el padre Saeta, sino un grupo más cercano, un grupo al que los padres jesuitas intentaban convertir a la familia cristiana. El 29 de marzo de 1695, habría de dar comienzo una de las más grandes rebeliones pimas de que se tenga memoria. En Tubutama, los nativos pimas daban muerte al caporal del padre Januske después de haber sufrido tantos agravios y vejaciones de parte del ópata Antonio. Enardecidos, se siguieron hasta la ranchería de Oquitoa donde se les unió una mayor cantidad de hombres, entre ellos su gobernante, hasta alcanzar un total como de 40. El día 1° de abril llegaba la turba a los confines de Pitiquito, donde esperarían a la mañana siguiente para asaltar la misión de Caborca.
Quizá fue el aguijón de la sempiterna rivalidad entre los pueblos pimas, pues Salvatierra había prometido a Oquitoa un padre, allá por 1692. En Caborca recién llegaba uno, pero jamás llegó a la población referida anteriormente, lo que provocaba que la gente fuera despoblando esta ranchería para migrar a la misión de Saeta. O quizá fueron los castigos que algunos nativos de Tubutama habían sufrido algunos meses antes a manos de Antonio Solís o las brutalidades de Nicolás Castrioto. Al despuntar el día del 2 de abril, sábado de gloria, la escuadra enardecida de indígenas armadas de arcos, flechas y macanas, descargaron la furia de su indignación sobre Francisco Xavier, natural de Ures e intérprete del padre Saeta, y a otros dos sirvientes. Al escuchar el griterío y los alaridos, el padre de Caborca salió a contenerlos llamando al capitán de la población. Más nadie acudió, presas del miedo. Francisco Xavier Saeta, impotente ante aquel grupo cargado de negras intenciones, se puso de rodillas, abrió los brazos semejando a Cristo, y le respondieron con dos certeras flechas envenenadas en el pecho, siendo el primero en disparar el gobernador de Oquitoa. Herido, tuvo fuerzas todavía para ponerse en pie, entró a la casita que servía de iglesia, se puso de hinojos nuevamente ante un santo Cristo que había traído de Europa. Se sentó sobre una caja por la debilidad y el dolor, y después quedó tendido sobre su cama, desangrándose. Acudieron en ese momento el capitán y el gobernador del pueblo, ya como habían visto herido de muerte al padre Saeta, "no pudieron más que enojarse y desconsolarse hasta las lágrimas, y reprender de palabra la cruel barbaridad de sus enemigos". A lo cual, los homicidas, respondieron al capitán que para qué regresaba por el padre, si eran acaso parientes. No bastó esto a los asesinos, carcomidos por el odio. Una nativa cristiana de Cocóspera, que acompañaba a los revoltosos confesó haber visto que por espacio de una hora todavía le estuvieron martirizando a golpes, y que escuchaba lamentarse al desgraciado padre. Como remate, dispararon 20 flechas más sobre el cuerpo del jesuita. A continuación le desnudaron y saquearon la iglesia. Se pusieron las vestiduras sagradas, destrozaron los ornamentos religiosos con que contaba la capilla, y así vestidos, mataron cuanto pudieron del ganado y caballos en los corrales, dejando en la mayor desolación a la gente de la Concepción.

### Reacción española a la rebelión Pima de 1695
La respuesta de la milicia española tuvo que esperar, pues en ese momento estaban en campaña terrible en Oputo y Guasabas, contra los jocomes y janos. El responsable del rectorado de nuestra Señora de los Dolores, Marco Antonio Kappus, apresurado por Kino y Campos, pues temían que les arrasaran las misiones de San Ignacio y Dolores, rogaba ayuda al Real de Opodepe y al Real de San Juan. Para empeorar la situación, el 9 de abril, Oposura se encontraba bajo ataque de los jocomes. Por fin, el 12 del mismo mes, el general Jironza se aprestó con su guarnición rumbo a Tubutama, donde encontraron solo los cuerpos de los tres opatas muertos, y la ranchería completamente deshabitada. En su jornada continuarían por Oquitoa, Pitiquito y hasta Caborca, a donde llegaron el 15 de abril. Jironza ordenó a los soldados que fueran a buscar a los pimas sublevados hacia las sierras de los contornos. En tanto, Mange y los padres Agustín de Campos y Fernando Bayerca, sacaron las cenizas del padre Saeta, a quien había incinerado el gobernador del bosna (como acostumbraba el pueblo pima hacer con los difuntos que tenían en más alta estima), enviado por Kino días antes, por encontrarle tan descompuesto por efecto del veneno y por el tiempo transcurrido hasta entonces. Los soldados recorrieron la capilla donde asesinaron al religioso, donde encontraron señales de que los pimas bailaron, como era su costumbre al vencer en batalla, la cabellera del padre Saeta.
Como medida de represalia la compañía militar destruyó la milpa, que habían dejado intacta los revoltosos, para ver si entregaban a los cabecillas de la revuelta por el hambre. Los soldados, que habían salido para los alrededores, de vuelta traían prisionero a un indígena de nombre Luis, quien confesó que habían sido los indios de Tubutama y Oquitoa, quienes habían asaltado el pueblo y asesinado al padre, sin poderlo ellos evitar por tomarles desprevenidos y estar la gente dispersa disponiendo sus tierras para la siembra, y añadió: ¿Por qué lo habíamos de matar queriéndole nosotros tanto y siendo un santo el padre?. Los restos del padre que había conformado la misión de Caborca, fueron depositados en Cucurpe, con gran pompa y solemnidad. Depositándolos al lado de la epístola del altar mayor de los Santos Reyes, donde estuvieron hasta 1714, cuando su paisano el padre Luis Moncuso, con quien había llegado Francisco Xavier de Europa, los envió a su tierra natal Sicilia. Saeta fue el primer padre de Caborca, el fundador de su primera iglesia, y se convirtió también en el primer mártir en la Pimería alta.
Previniendo represalias y por miedo, los pimas de la zona, sobre todo los de Oquitoa, huyeron a las sierras aledañas. Los de Caborca se fueron a tierras más adentro, a la región cercana a la costa. Desperdigados, era difícil atrapar a los autores de la muerte del padre Saeta, por lo que el general Jironza, era del parecer de esperar un tiempo, y en un descuido atrapar y hacer castigo a los principales delincuentes. Pero otros querían que se entrase nuevamente con los dragones del presidio. El 26 de mayo el teniente Antonio Solís, con gran parte de los soldados llegó a Tubutama y Oquitoa, donde con la promesa de tener por fin paz exigió que se les perdonaría a la mayoría si entregaban a los cabecillas. La reunión fue en la ciénaga del Tupo, asamblea auspiciada por el mismo Kino, donde llegaron más de cincuenta hombres, pero apenas se había señalado a uno de los culpables, la muchedumbre, rodeada por la caballería, se alborotó y salieron corriendo por sus armas, pues las habían dejado en unos matorrales alejados. Los españoles reaccionaron con crueldad. Aprestaron los caballos, se blandieron las espadas y retumbaron los arcabuces. Entre inocentes y culpables fueron masacrados 48 nativos pimas. Desde entonces aquel lugar es conocido por el nombre infame de La matanza. Sin embargo, el fiscal mayor de Tubutama, el principal promotor de la rebelión estaba oculto en el cerro del Cocori. Ya estaba listo Solís y 30 soldados para ir tras él, el 13 de junio, cuando recibieron la orden de regresar a Cucurpe. Después del acto sanguinario en el Tupo, el general Jironza supuso que toda la pimeria había quedado apaciguada. Pese a las advertencias de Kino y Agustín de Campos, de que era mala idea abandonar aquellas tierras, en situación tan crítica, Jironza se dispuso a unirse a los generales Domingo Terán y Fernández de la Fuente en sus cotidianas campañas contra los apaches, jocomes y janos.
Pero, muy al contrario de lo que pensaba el alcalde mayor, toda la pimeria habría de cimbrarse por el odio de la venganza. Unidos por la furia de que les hubieran matado impunemente a sus parientes, decenas de pimas fueron a incendiar las iglesias de San Ignacio, Imuris, y Tubutama. Hasta la recién estrenada iglesia, que el padre Saeta había construido en Caborca, fue destruida violentamente por los mismos sobas, reduciéndola a cenizas con las densas llamas del fuego. Y hasta Kino, allá en la misión de Dolores, con el aviso de que ya iban a incendiarle la iglesia, tuvo que escapar en mitad de la noche a una cueva, acompañado de Mange.
Ante la inminente conflagración que amenazaba con extenderse a los otros pueblos de Sonora, el gobernador de la Nueva Vizcaya, Gabriel del Castillo, ordenó al general Domingo Terán, capitán del presidio de san Pedro Gallo, al general Juan Fernández de la Fuente, capitán del presidio de Janos, y al general Domingo Jironza capitán de la compañía volante, que terminaran de una vez por todas aquella rebelión. A este poderoso contingente se le unieron aún, muchos guerreros sobaipuris, ópatas, seris e inclusive, yaquis. Entraron por las tierras de los apaches. Terán llegó la tarde del 23 de julio a Tubutama, donde se enfrentó a un grupo de rebeldes. Ahí establecieron su centro de operaciones, para continuar las pesquisas sobre el paradero de los esquivos pimas. Recorrieron Saric, y las tierras al oeste, pero pronto empezó a hacer mella en los soldados las radicales temperaturas de la región, día a día empezaban a enfermarse decenas de militares. A la par, desconocían las rutas de aquellos páramos, ignoraban si adelante encontrarían aguajes. Empezaron a mermar los ánimos belicosos y afloraba la diplomacia. También los pimas resentían el andar vagando por el desierto, alejados de sus rancherías. A principios de agosto, Kino con su enorme influencia sobre el ánimo de los nativos de toda la pimeria, empezó a buscar la reconciliación entre españoles y pimas. De común acuerdo, la mayoría de los pimas aceptaron la paz, hartos ya de guerras, comprometiéndose a capturar y matar a los iniciadores de la revuelta. El 18 de agosto, el ejército español, parte para Caborca. Logran capturar a un grupo de indígenas matando a dos de ellos, y apresaron a cinco mujeres. En ese momento, 22 de agosto, Kino llega a la Concepción. De manera pacífica logra convocar a varios naturales desarmados de los alrededores: de la Concepción de Caborca, San Diego del Pitquin, Santo Domingo de Unuicut, Actun del moicaqui, etc. Hasta el día 23, Kino se mantuvo en Caborca congregando y predicando a los sobas, tranquilizandoles al hacerles saber que conocía que ellos no eran culpables por la muerte de Saeta. Afirmando que había llegado el tiempo para la paz.

### Los padres jesuitas
El futuro de Caborca, a la par que el resto de la pimeria alta, navegaba en la incertidumbre. Mucho había sido el progreso en la transformación de la original ranchería pima a una misión cristiana, con las sabias y cariñosas manos del padre Saeta. Sin embargo, la revuelta recién sofocada, generaba dudas en la alta jerarquía jesuita sobre si debían continuar con la reducción de aquellos pueblos tan bárbaros, o enfocarse en otras zonas menos hostiles del país. Todos los logros estaban a punto de ser echados en tierra, si no fuera por la imperturbable y visionaria actitud del “ropa negra” de Dolores. Será Kino, con su férrea voluntad, quien defenderá siempre a toda costa el buen cariz del pueblo pima, apoyado por los testimonios de la gente que convivió a su lado, como el general Juan Fernández de la Fuente.
Para febrero de 1698, llega el padre Gaspar de las Barillas a visitar la misión de Caborca acompañado por el padre Kino (quien aprovechó para reanudar su proyecto del barco), el teniente Juan Ramos Sarmiento y el capitán Juan Mateo Mange. Con la posibilidad de escoger para asentarse, entre los pueblos de Tucubavia, Tubutama o Caborca. Escogiendo esta última por lo fértil de sus tierras, y por estar regada por la sangre de un sacerdote y hermano. El padre Barillas regresó por su equipaje a Arizpe, y en junio ya estaba de vuelta en la Concepción. Reconstruyó la capilla que habían incendiado los de Tubutama y Oquitoa, y hubiera reactivado completamente la actividad evangélica, de no ser porque en julio de ese mismo año, se corrió el rumor de que nuevamente se alzaban en guerra los sobas. Se pensó que corrían peligro las vidas de los padres Barillas, Campos y Kino. Entró la escuadra militar del presidio ante la señal de alarma, y sacaron al padre Gaspar. Resultando todo en una falsa alarma como una más de las tantas contradicciones que a partir de entonces, los mismos españoles, provocarían con afán de que salieran los padres jesuitas de los pueblos. 
El padre Gaspar de las Barillas, regresaría a Caborca hasta 1701, pero no duraría mucho. Pues un año después dejaría definitivamente sola la misión de la Purísima Concepción.
En el ínterin, a finales de febrero de 1701, el Padre Juan María Salvatierra llegó a Caborca, hospedándose en la casa que había construido el padre Saeta. Mientras esperaba a Kino para hacer un nuevo intento por encontrar el paso por tierra a Baja California. En esos días, la pimeria alta sufría una epidemia de escarlatina. Aprovechando el tiempo, Salvatierra realizó bautizos entre los nativos de la Concepción, y para reunir a la gente y enseñarles la doctrina, deambulaba tocando una campana. Kino llegó hasta el anochecer del 8 de marzo, donde le esperaba a la puerta de la iglesia el padre Salvatierra con el cuadro de Nuestra señora de Loreto, además de los soldados que acompañaban al padre Juan María, así como más de 400 nativos pimas formados en hileras “al remedo de los pueblos cristianos antiguos”. Al día siguiente, ambos padres bautizaron a 30 niños y 3 adultos enfermos. En la tarde partieron rumbo a Sonoyta.
Las calumnias nunca cesaron. Por aquí y por allá seguían apareciendo voces en contra de la reducción misional en la pimeria alta. Los padres dejaban sus puestos por temor, los nuevos padres sustitutos no llegaban, y los pueblos nativos, a falta de instrucción católica volvían a sus viejas costumbres. Empero, la misión de Caborca seguía creciendo, al recibir gente de otras rancherías; pimas, papagos, tepocas. Solo les faltaba el padre… tuvieron que esperar hasta el 19 de enero de 1706, el padre Eusebio Kino, acompañado del padre Gerónimo Minutuli de Tubutama, instalaba al nuevo residente de la iglesia de la Concepción: el padre Domingo Crescoli. Fueron recibidos por más de mil indígenas, con arcos y cruces puestas en los caminos, como ya era la costumbre. Caborca contaba con la iglesia construida por Saeta, una huerta sembrada de trigo y maíz. Los corrales tenían ganado mayor y ganado menor. Los jesuitas hicieron los bautismos acostumbrados, a pequeños y grandes. Para el 12 de marzo, Kino estaba de vuelta en la Concepción, esta vez, venía acompañado de varios carpinteros de Dolores y nuevamente del padre Minutuli (nada se menciona de Crescoli). Estaba fabricando nuevas y más grandes iglesias: se echaron los cimientos, se subieron las paredes y el presbiterio. Pitiquito no se quedó atrás, pues construyeron una iglesita. Los carpinteros cortaban y labraban la madera. Kino recibía confesiones, bautizaba. El 14 se regresaba a Dolores. 
El 17 de abril, Minutuli le informaba que Fernando, jefe de Caborca, le enviaba “13 curiosas bolas y conchas azules”. Las conchas azules que tanto habrían de inducir la búsqueda del paso por tierra a California en Kino. Pero no había tiempo que perder, la cosecha de trigo apremiaba. Un mes después Kino estaba de vuelta en Caborca. Para el 23 de mayo, las paredes ya tenían la altura suficiente, así que fueron adornadas y se techaron con ramas y petates. No faltaron las flores, listas para celebrar el corpus. Asistió el coro de Dolores. Y el mismo jefe Soba, fue bautizado.
Tras las giras de construcción, y la marcha de Crescoli, Caborca se quedó nuevamente sin misionero. Parecía no haber padre que soportara la fiebre de los días en el desierto, ni la soledad de sus noches. La Purísima Concepción de Caborca era la misión más retirada hacia el poniente. Para agravar los males, en 1711 moría el gigantesco promotor de la Pimería alta: Kino entregaba su alma en la casa del padre Agustín de Campos en Magdalena. El panorama no podía ser más desalentador. El padre Luis Velarde, que retomaría la plaza de Kino en Dolores, no puede lanzar más amarga proclama ante la total indiferencia que la autoridad jesuita tomaba hacia los confines de la cristiandad en la Nueva España. En la Relación de la Pimería Alta se queja: “¡Oh, santo Dios, y cuántas son las astucias del demonio! Por la muerte de tres o cuatro padres y por qué han enfermado otros tantos en 30 años ¿se desampararán las almas redimidas con la sangre de Jesucristo? Esto de enfermar y morir, ¿acaso se ve solo en la pimería? ¿No vale más la vida de un alma que muchas saludes y vidas corruptibles?”
Durante la ausencia de padre en Caborca, fue el jesuita Agustín de Campos quien llegaba a atender a los neófitos en visitas a cuentagotas. 
Hasta 1720 entran padres tanto en la misión de Caborca siendo designado Luis Maria Gallardi, como en Tubutama con el misionero jesuita Luis Marciano. Encontrando “mucho olvido de la fe, caídas las pequeñas iglesias levantadas por el padre Kino, y tornados los indios a su antigua pereza y flojedad, sin continuar las siembras, y cultivo, con que habían empezado a labrar sus fértiles vegas”.
Por el año 1724, Gallardi debió dejar Caborca para irse a San Ignacio. Pero en 1727 nuevamente tuvo que trasladarse a Tubutama para sustituir al padre Marciano. Y a pesar de que Caborca era un pueblo más grande que San Ignacio, Dolores o Tubutama, se llegó a considerar como una visita de esta última misión, quizá por su lejanía y la implícita dificultad de mantener a un padre permanente. Para 1730, Caborca contaba con setenta y cuatro familias, treinta y nueve solteros, y treinta y seis muchachos de doctrina. El padre de Cañas, refiere ese mismo año que en la Concepción no hay iglesias, sino que el padre Gallardi los asiste en ramadas. Para 1736, el padre Jacobo Sedelmayer llegará a Tubutama, y por tanto, será el padre que asista a la misión de Caborca. Sedelmayer será probablemente, después de Kino, el misionero que mayor proactividad y tesón mostrará en sus viajes y actividades a través de la Pimería alta durante el tiempo que estuvo residiendo en Tubutama. Se encargó de continuar la aculturación de los naturales de Caborca, Y no solo tuvo la misión a su cuidado, fabricó también una iglesia, amplió la casa del padre, y dejó en pie aquella sala en que habían matado al padre Saeta.
Para 1743, el padre Joseph Torres administra la misión de Caborca, hasta su muerte el 7 de agosto de 1747 en el mismo pueblo. Para este año, Caborca y Tubutama cuentan ya con más de 4000 habitantes. Momentáneamente, el padre Bartolomé Sáenz, tomó el partido de la misión después de la muerte de Torres, para irse al siguiente mes a Cuquiriachi. Poco después es asignado a la misión al misionero almagreño Tomás Antonio Tello, quien en la rebelión de 1751 liderada por Luis de Sáric o Luis Oacpicagigua es martirizado y asesinado. 

### La gran rebelión pima de 1751 y la expulsión de los jesuitas
En esta historia no pocas veces se ha asegurado la fidelidad de los indios pimas desde los primeros años de su conversión: un solo alboroto que causó la muerte del venerable padre Saeta, nació de la inquietud de pocos infieles, en que no tuvo parte el común de su nación, y a poca diligencia se desvaneció. Muchas veces calumniosamente se les achacó rebelión y alzamiento en tiempo del padre Kino, que no poco trabajó en probar su fidelidad y en evidenciar su pacífico sincero porte; más es preciso ya confesar, que al fin del año pasado de 1751, cuando menos se temía semejante novedad, prevaricó la nación y se precipitó en un abismo de traición, trocando la gloria de su pasada fidelidad en la más fea vil infamia de declarada rebelión y barbará crueldad.
Ortega,"Cap. XV, Apostólicos Afanes vol III"

En 1790, se estableció en el lugar que actualmente ocupa, al margen derecho del Río Asunción. A principios de la época independiente, era un pueblo cabecera de parroquia dependiente del partido de Guadalupe de Altar en su administración civil.
Obtuvo la categoría de municipalidad a finales del siglo XIX, adscrito al Distrito de Altar. 
La Batalla de Caborca, es uno de los sucesos de gran relevancia destaca el del 6 de abril de 1857, cuando Caborca fue escenario de la defensa del suelo nacional mexicano ante la invasión estadounidense de los filibusteros, capitaneados por Henry A. Crabb; éstos fueron derrotados por los pápagos, ayudados por las comunidades vecinas. El pápago Francisco Javier atacó con flechas incendiarias el depósito de dinamita de los filibusteros, destruyéndolo en el acto, mermando de esta manera las acciones de los invasores. El capitán Lorenzo Rodríguez comandaba las acciones de los triunfadores. Algunos periódicos del sudoeste de Estados Unidos reportaron de manera sensacionalista sobre la decapitación de Henry A. Crabb y sobre la ejecución de los miembros de sus tropas; a su vez, esto generó un ambiente de venganza entre los estadounidenses, de manera que se formaron algunos grupos, establecidos en el sur de Arizona, que querían invadir Sonora. Esto provocó que el Gobernador Pesqueira prohibiera de manera formal todo el comercio que fuera de Sonora a Arizona. Después de 1960, el gobierno estadounidense restableció el comercio con Sonora.
El 17 de abril de 1948, Caborca fue declarada "Ciudad Heroica".

### Cronología de hechos históricos
| Año  | Acontecimiento |
| ---- | --- |
| 1693 | Fundación de Caborca por el misionero Eusebio Francisco Kino.                                                            |
| 1695 | El 2 de abril fue asesinado el misionero Francisco Javier Saeta por indios rebeldes de Tubutama, Oquitoa y Santa Teresa. |
| 1751 | Rebeldes pimas incendiaron el valle, murió en la revuelta el padre Tomás Antonio Tello.                                  |
| 1790 | Los frailes franciscanos trasladan la misión desde el cerro prieto al actual lugar donde está la iglesia.                |
| 1803 | Inicia la construcción del templo.                                                                                       |
| 1857 | Derrota de invasión filibustera.                                                                                         |
| 1867 | Inundación del río Asunción causa pérdida total de la localidad.                                                         |
| 1872 | Reubicación de la localidad a su ubicación presente, trazada por Domingo Quiroz y Mora.                                  |
| 1933 | Adquiere categoría de villa.                                                                                             |
| 1948 | Se le otorga el título de la ciudad.                                                                                     |

## Geografía

### Clima
El municipio de Caborca cuenta con un clima seco semicálido extremoso, con una temperatura media máxima mensual de 40.9 °C en los meses de junio a septiembre, de 12,4 °C en diciembre y enero, una temperatura media anual de 32.3 °C. El período de lluvias se presenta en verano en los meses de julio y agosto, contando con una precipitación media anual de 164 milímetros; existen heladas ocasionales en febrero.
| Parámetros climáticos promedio de Heroica Caborca, Sonora (1951-2010)           | Parámetros climáticos promedio de Heroica Caborca, Sonora (1951-2010) | Parámetros climáticos promedio de Heroica Caborca, Sonora (1951-2010) | Parámetros climáticos promedio de Heroica Caborca, Sonora (1951-2010) | Parámetros climáticos promedio de Heroica Caborca, Sonora (1951-2010) | Parámetros climáticos promedio de Heroica Caborca, Sonora (1951-2010) | Parámetros climáticos promedio de Heroica Caborca, Sonora (1951-2010) | Parámetros climáticos promedio de Heroica Caborca, Sonora (1951-2010) | Parámetros climáticos promedio de Heroica Caborca, Sonora (1951-2010) | Parámetros climáticos promedio de Heroica Caborca, Sonora (1951-2010) | Parámetros climáticos promedio de Heroica Caborca, Sonora (1951-2010) | Parámetros climáticos promedio de Heroica Caborca, Sonora (1951-2010) | Parámetros climáticos promedio de Heroica Caborca, Sonora (1951-2010) | Parámetros climáticos promedio de Heroica Caborca, Sonora (1951-2010) |
| Mes                                                                             | Ene.                                                                  | Feb.                                                                  | Mar.                                                                  | Abr.                                                                  | May.                                                                  | Jun.                                                                  | Jul.                                                                  | Ago.                                                                  | Sep.                                                                  | Oct.                                                                  | Nov.                                                                  | Dic.                                                                  | Anual                                                                 |
| ------------------------------------------------------------------------------- | --------------------------------------------------------------------- | --------------------------------------------------------------------- | --------------------------------------------------------------------- | --------------------------------------------------------------------- | --------------------------------------------------------------------- | --------------------------------------------------------------------- | --------------------------------------------------------------------- | --------------------------------------------------------------------- | --------------------------------------------------------------------- | --------------------------------------------------------------------- | --------------------------------------------------------------------- | --------------------------------------------------------------------- | --------------------------------------------------------------------- |
| Temp. máx. abs. (°C)                                                            | 31.0                                                                  | 34.0                                                                  | 40.0                                                                  | 40.0                                                                  | 45.0                                                                  | 48.0                                                                  | 46.5                                                                  | 46.0                                                                  | 43.5                                                                  | 44.0                                                                  | 35.0                                                                  | 30.0                                                                  | 48.0                                                                  |
| Temp. máx. media (°C)                                                           | 21.1                                                                  | 22.4                                                                  | 25.3                                                                  | 29.5                                                                  | 35.4                                                                  | 40.0                                                                  | 40.4                                                                  | 38.9                                                                  | 37.8                                                                  | 32.3                                                                  | 25.5                                                                  | 21.2                                                                  | 30.8                                                                  |
| Temp. media (°C)                                                                | 13.1                                                                  | 14.1                                                                  | 16.6                                                                  | 20.0                                                                  | 24.7                                                                  | 29.5                                                                  | 32.0                                                                  | 31.1                                                                  | 29.5                                                                  | 23.4                                                                  | 16.9                                                                  | 13.2                                                                  | 22.0                                                                  |
| Temp. mín. media (°C)                                                           | 5.2                                                                   | 5.9                                                                   | 7.9                                                                   | 10.4                                                                  | 13.9                                                                  | 19.1                                                                  | 23.6                                                                  | 23.4                                                                  | 21.2                                                                  | 14.5                                                                  | 8.4                                                                   | 5.2                                                                   | 13.2                                                                  |
| Temp. mín. abs. (°C)                                                            | -3.5                                                                  | -3.5                                                                  | -1.5                                                                  | 2.0                                                                   | 6.0                                                                   | 10.0                                                                  | 15.0                                                                  | 16.0                                                                  | 13.0                                                                  | 5.0                                                                   | -1.0                                                                  | -3.5                                                                  | -3.5                                                                  |
| Precipitación total (mm)                                                        | 26.0                                                                  | 12.9                                                                  | 18.1                                                                  | 6.7                                                                   | 1.1                                                                   | 1.5                                                                   | 61.0                                                                  | 72.2                                                                  | 28.2                                                                  | 18.0                                                                  | 22.1                                                                  | 33.4                                                                  | 301.2                                                                 |
| Días de precipitaciones (≥ 0.1 mm)                                              | 3.2                                                                   | 2.7                                                                   | 3.1                                                                   | 0.9                                                                   | 0.4                                                                   | 0.4                                                                   | 5.0                                                                   | 5.2                                                                   | 3.0                                                                   | 1.6                                                                   | 1.5                                                                   | 3.8                                                                   | 30.8                                                                  |
| Fuente: Servicio Meteorológico Nacional. Actualizado el 4 de diciembre de 2016. |                                                                       |                                                                       |                                                                       |                                                                       |                                                                       |                                                                       |                                                                       |                                                                       |                                                                       |                                                                       |                                                                       |                                                                       |                                                                       |

## Demografía
De acuerdo a los datos del Censo de Población y Vivienda realizado en 2020 realizado por el Instituto Nacional de Estadística y Geografía (INEGI), la ciudad tiene un total de 67,604 habitantes, de los cuales 33,463 son hombres y 34,141 son mujeres. En 2020 había 25,377 viviendas, pero de estas 20,460 viviendas estaban habitadas, de las cuales 7314 estaban bajo el cargo de una mujer. Del total de los habitantes, 189 personas mayores de 3 años (0.28% del total) habla alguna lengua indígena; mientras que 606 habitantes (0.93%) se consideran afromexicanos o afrodescendientes.
El 79.93% de sus pobladores pertenece a la religión católica, el 9.23% es cristiano evangélico/protestante o de alguna variante, el 0.03% profesa otra religión, mientras que el 10.61% no profesa ninguna religión.

### Educación y salud

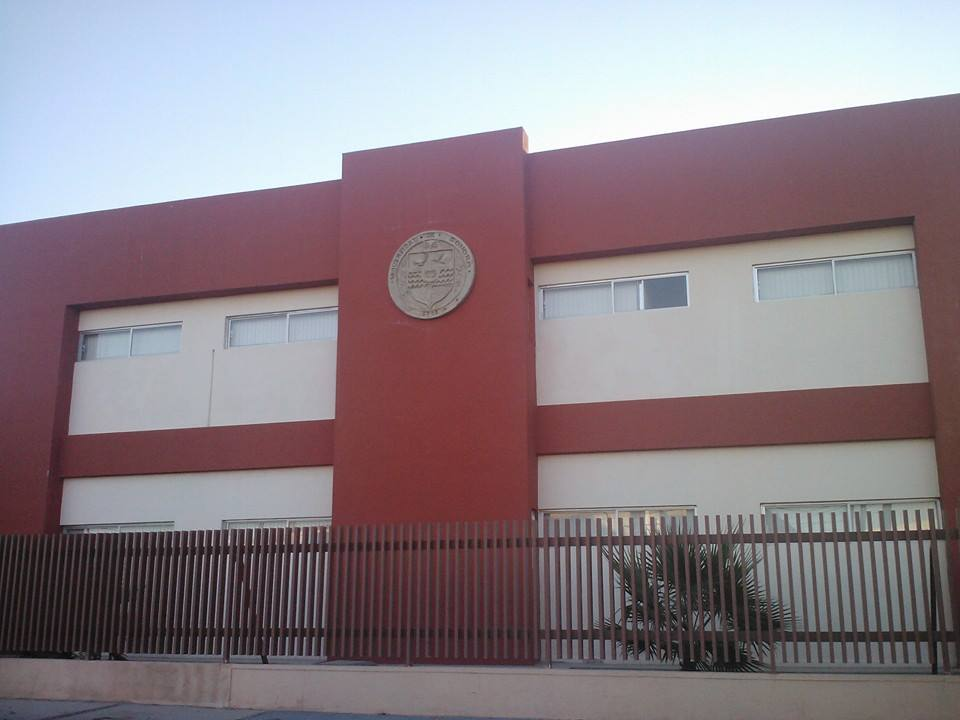
UNISON Unidad Regional Norte.

Según el Censo de Población y Vivienda de 2020; 283 niños de entre 6 y 11 años (0.42% del total), 241 adolescentes de entre 12 y 14 años (0.36%), 2745 adolescentes de entre 15 y 17 años (4.06%) y 2291 jóvenes de entre 18 y 24 años (3.39%) no asisten a ninguna institución educativa. 1021 habitantes de 15 años o más (1.51%) son analfabetas, 1401 habitantes de 15 años o más (2.07%) no tienen ningún grado de escolaridad, 3542 personas de 15 años o más (5.24%) lograron estudiar la primaria pero no la culminaron, 1930 personas de 15 años o más (2.85%) iniciaron la secundaria sin terminarla, teniendo la ciudad un grado de escolaridad de 10.21. La ciudad de Caborca cuenta con más de 25 escuelas públicas, 7 escuelas privadas y 3 universidades. Además existen en la ciudad los planteles ICATSON, CONALEP y COBACH.
La cantidad de población que no está afiliada a un servicio de salud es de 13.531 personas, es decir, el 20.02% del total, de lo contrario el 79.85% sí cuenta con un seguro médico ya sea público o privado. Con datos del mismo censo, 3310 personas (4.9%) tienen alguna discapacidad o límite motriz para realizar sus actividades diarias, mientras que 757 habitantes (1.12%) poseen algún problema o condición mental. La ciudad cuenta con 2 hospitales públicos, 3 clínicas privadas y 3 centros de salud pública.

### Instituciones de educación superior
Caborca cuenta con un campus de la Universidad de Sonora (UNISON) con una oferta educativa de siete licenciaturas y dos ingenierías las cuales son:
- Ingeniería Industrial
- Químico Biólogo Clínico
- Ingeniería en minas
- Contaduría pública
- Psicología
- Educación
- Negocios y comercio internacionales
- Mercadotecnia
- Derecho
- Administración

También se encuentra un campus del Centro de Estudios Universitarios de Nuevo Oriente (CEUNO) y un campus de la Universidad Pedagógica Nacional (UPN) con sus respectivas ofertas académicas.

## Gobierno
La sede del gobierno municipal yace en la ciudad de Heroica Caborca. El ejercicio gubernamental recae en el presidente municipal, un síndico, cuatro regidores de mayoría relativa y dos de representación proporcional y el gabinete del Presidente, electos cada tres años.
Además, la ciudad es sede del Distrito III Electoral Local del estado de Sonora, con representación en el Congreso del Estado de Sonora. 
Caborca es también parte del I Distrito Electoral Federal de Sonora de la Cámara de Diputados del Congreso de la Unión de México, con sede en la ciudad de San Luis Río Colorado.

## Actividades económicas

### Principales sectores, productos y servicios
Según el Directorio Estadístico Nacional de Unidades Económicas (DENUE) de INEGI dice que Caborca cuenta con más de 4000 mil unidades económicas de todo tipo como agricultura, ganadería, comercio, minería, construcción, industria manufacturera, transportes correos y almacenamiento, servicios financieros, alojamiento etc.. También algunas de las ventajas económicas es que en Caborca se encuentran dos grandes centrales generadoras de energía solar, hay una estación para el tren de carga en la ciudad y cerca pasa el gaseoducto Puerto Libertad - Sásabe - Estados Unidos, a 11 km de la ciudad de Caborca se encuentra la estación compresora del gaseoducto y hay un parque industrial al este de la ciudad de Caborca. Cabe destacar que también hay mucho dinamismo económico debido a la autopista Santa Ana-Caborca. Además en Caborca hay cobertura de la red móvil 4G. El 94% de Caborca cuenta con celular.
Agricultura
La agricultura es la actividad económica más importante en el Municipio, ésta se desarrolla en una superficie de 107.000 has. y 1.005 pozos profundos que la irrigan destacándose principalmente los cultivos de espárrago, uva, trigo, algodón y hortalizas. En el 2020 las exportaciones agrícolas a Estados Unidos fueron de 260 millones de dólares. 

#### Ganadería
La ganadería que se desarrolla en el municipio es mixta, extensiva e intensiva. Se produce ganado bovino principalmente, y ganado ovino y caprino en más baja cantidad.
En lo que se refiere a ganado bovino, se explota el ganado lechero y ganado de carne, el primero para satisfacer las demandas internas y de algunos municipios vecinos. En ganado de carne la principal producción son becerros que se exportan hasta los Estados Unidos. Popularmente se conoce que la carne de res que produce Caborca es la Mejor de México según la opinión de consumidores de otros estados del país.

#### Comercio

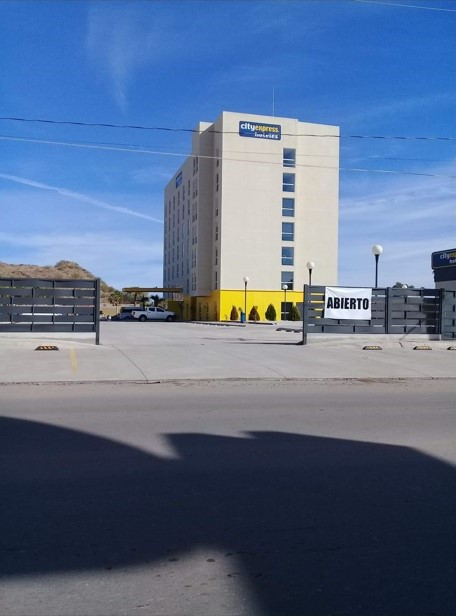
Hotel de Negocios ubicado sobre la avenida Quiroz y Mora en una de las zonas comerciales más importantes de la ciudad de Caborca.

Este sector se caracteriza por ser funcional hacia las actividades del sector primario. Su estructura comercial está integrada por 815 establecimientos de venta al mayoreo y menudeo en los giros de abarrotes, farmacias, tiendas de ropa y calzado, expendios de vinos y licores, mueblerías y ferreterías. El comercio genera 7.977 empleos, siendo la actividad más importante para la economía del municipio, ya que emplea al 43% de la población ocupada. La ciudad también cuenta con dos centros comerciales con cines que son Cinépolis y Cinemex, y también hay muchas cadenas comerciales nacionales e internacionales ubicadas por toda la ciudad al igual que muchas franquicias.

#### Minería

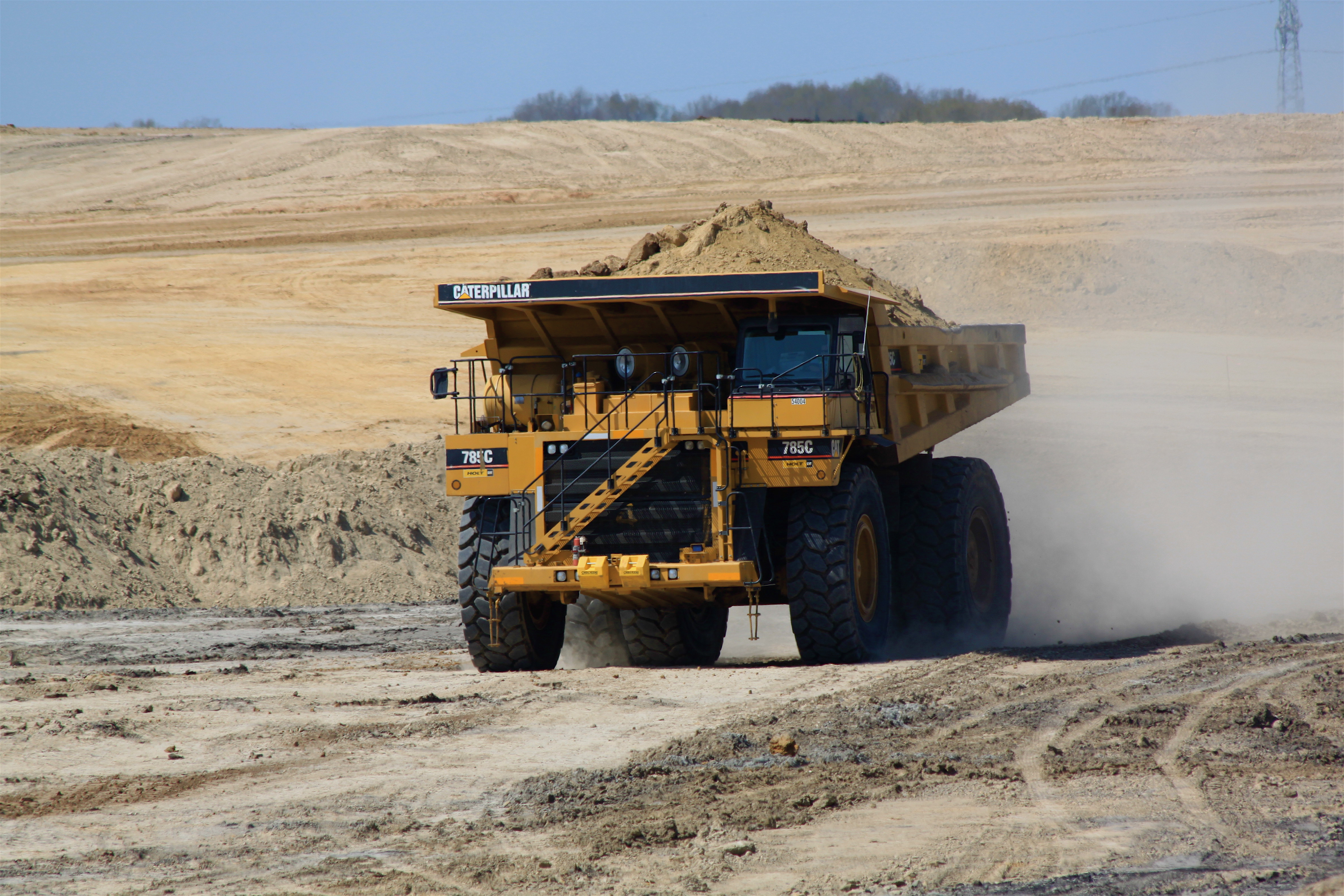
Minas en Caborca.

La minería que se desarrolla tiene un amplio potencial en la pequeña y mediana escala ya que tiene regiones con alta concentración de oro y plata como son San Felipe, San Francisco, El Plomito y San Carlos.
La mina La Herradura es una de las principales minas de oro del municipio de Caborca, inició operaciones en 1997, contando con una superficie de 800,000 hectáreas y a una profundidad de 80 metros al nivel del mar, durante el 2007 la mina produjo 6.1 toneladas de oro, ocupando con ello el segundo lugar al extraerse en todo el país 39 toneladas durante el mismo periodo. También se encuentran la Mina Noche Buena, la mina Centauro profundo y la mina Santa Elena contribuyendo en gran parte al PIB de Caborca y generando miles de empleos. La minería generó en 2020 varios cientos de millones de dólares.

## Atractivos culturales y turísticos

### Monumentos

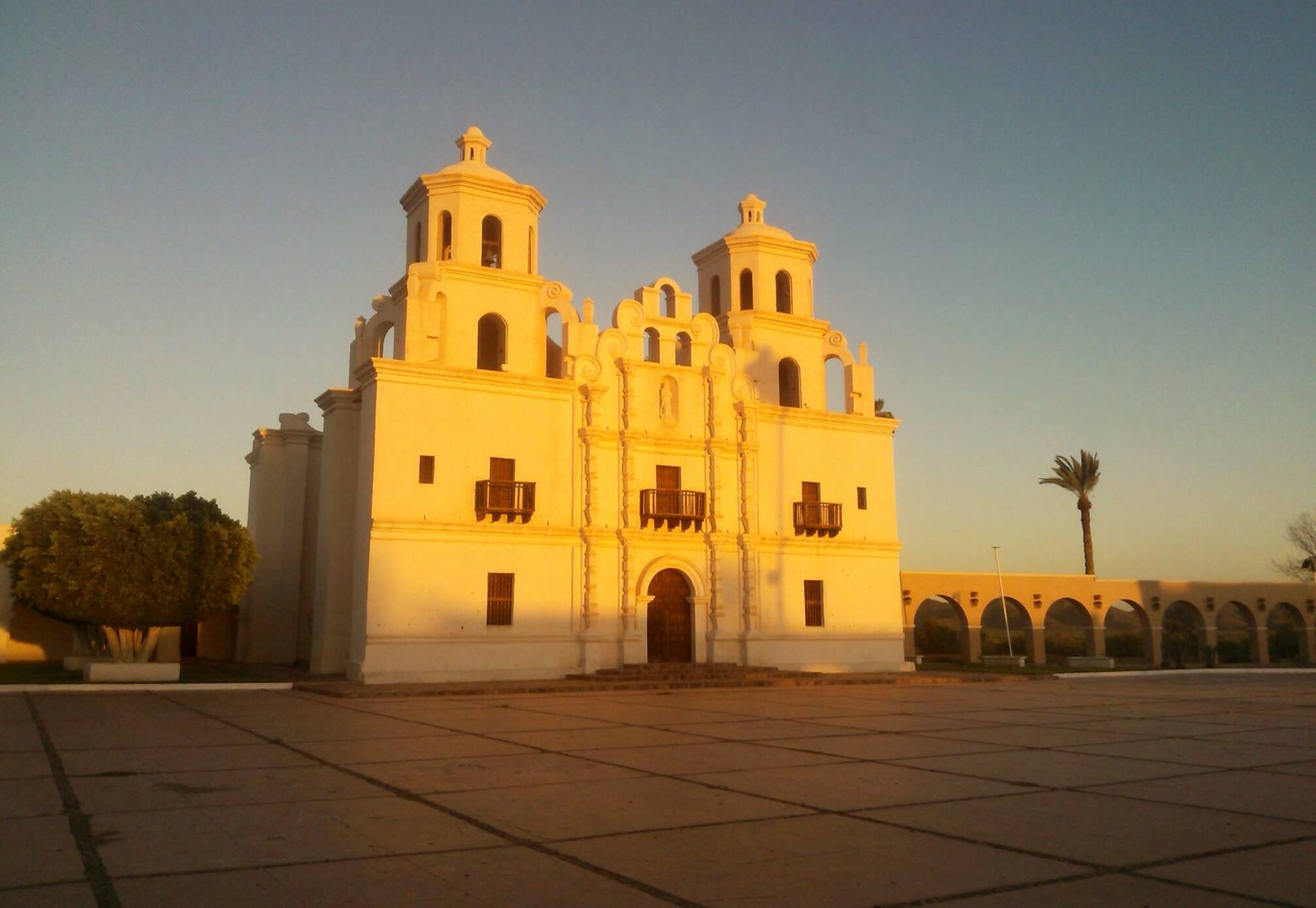
Templo de la Purísima Concepción de Nuestra Señora de Caborca.

La Iglesia de la Purísima Concepción de Nuestra Señora de Caborca, que fue construida durante el periodo franciscano de 1803 a 1809, y dedicada el 8 de mayo.
Además de obras de arte como pinturas rupestres, jeroglíficos, grabados en rocas, localizados en la región Bízani, en la costa de Caborca.

### Fiestas, Danzas y Tradiciones
Fiestas Populares: el 6 de abril se celebra la derrota de los filibusteros americanos. De igual forma los Caborquenses conmemoran muy al estilo sonorense las fiestas patrias del mes de septiembre.
El 20 de noviembre se celebra la Revolución Mexicana, con un desfile cívico-deportivo.
Existen registros de una celebración anual, celebrada el mes de enero; entre las actividades de dichas celebraciones, había carreras entre pápagos y contra mestizos, así como de seris, tohono o´odhams y ópatas, los cuales eran conocidos por su gran velocidad, al grado de vencer a caballos en distancias cortas.

### Centros turísticos
- Templo de la Purísima Concepción, conocido también como el Templo Histórico.
- Museo Histórico y Etnográfico de Caborca.
- Zona arqueológica de arte rupestre "La Proveedora".
- Zona arqueológica de arte rupestre "Cerro San José".
- Las playas de Puerto Lobos, el Desemboque y Santo Tomás
- La Ruta del Vino y el Espárrago.
- Eventos deportivos, artísticos y culturales.
- Las artesanías y productos regionales.
- El turismo de la salud ya que cuenta con diversas clínicas de atención médica.
- El turismo gastronómico con su gran cantidad de restaurantes con cocina regional, nacional e internacional.
- Eventos de travesías 4x4.
- Etnoturismo con los Tohono O´otham.
- Eventos de ciclismo de montaña.
- El tradicional torneo de pesca de Puerto Lobos.
- Actualmente se promueven sus playas, Templo Histórico, paisajes desérticos, ranchos ganaderos, flora y fauna,  viñedos y olivos, sitios arqueológicos para filmaciones y documentales.

- El Parque recreativo la arboleda.
- El Lienzo charro la arboleda.
- El Autódromo Juan Chait (cuarto de Milla de automóviles).
- El cerro de la virgen y la cabalgata del 12 de diciembre.

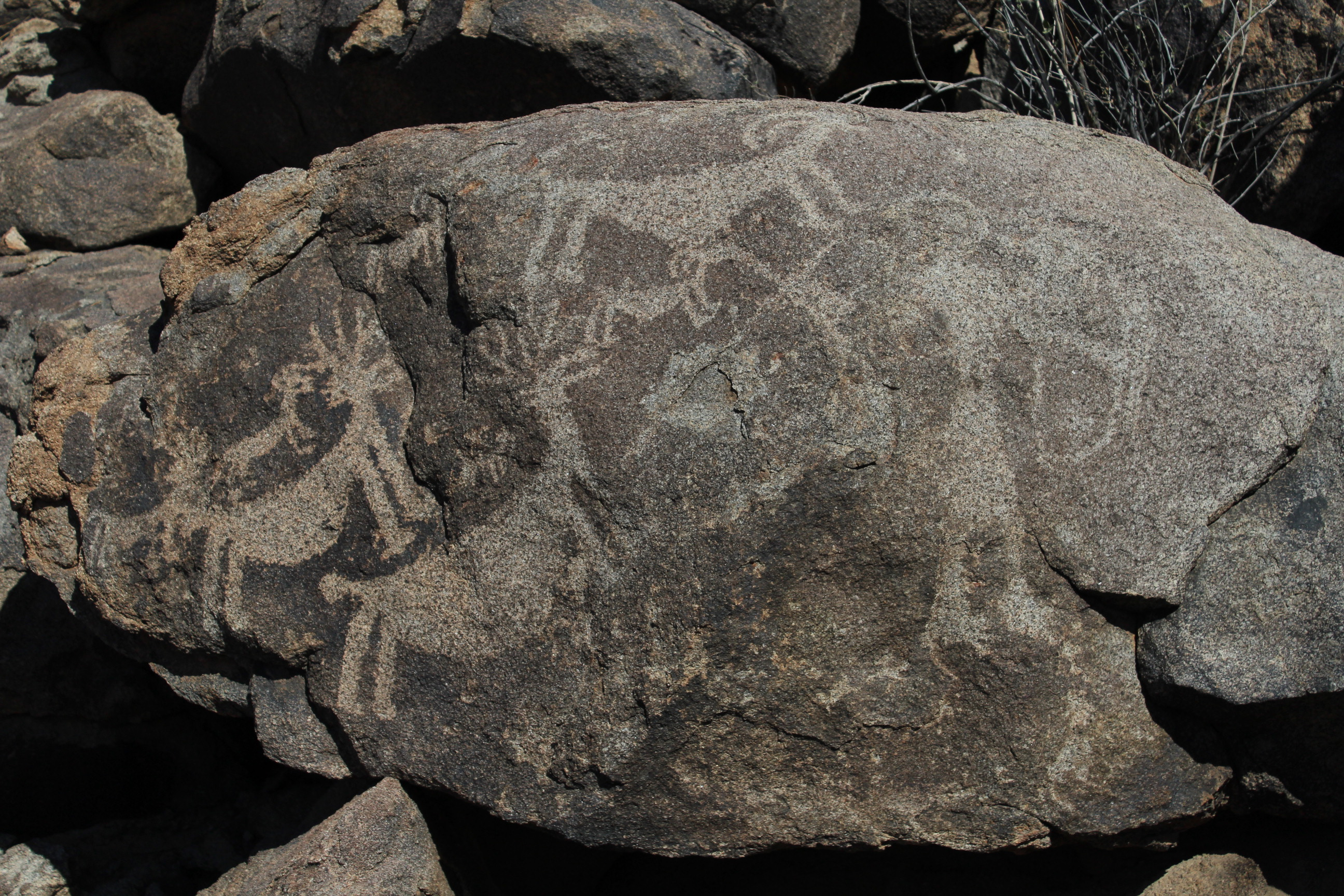
Zona arqueológica La Proveedora

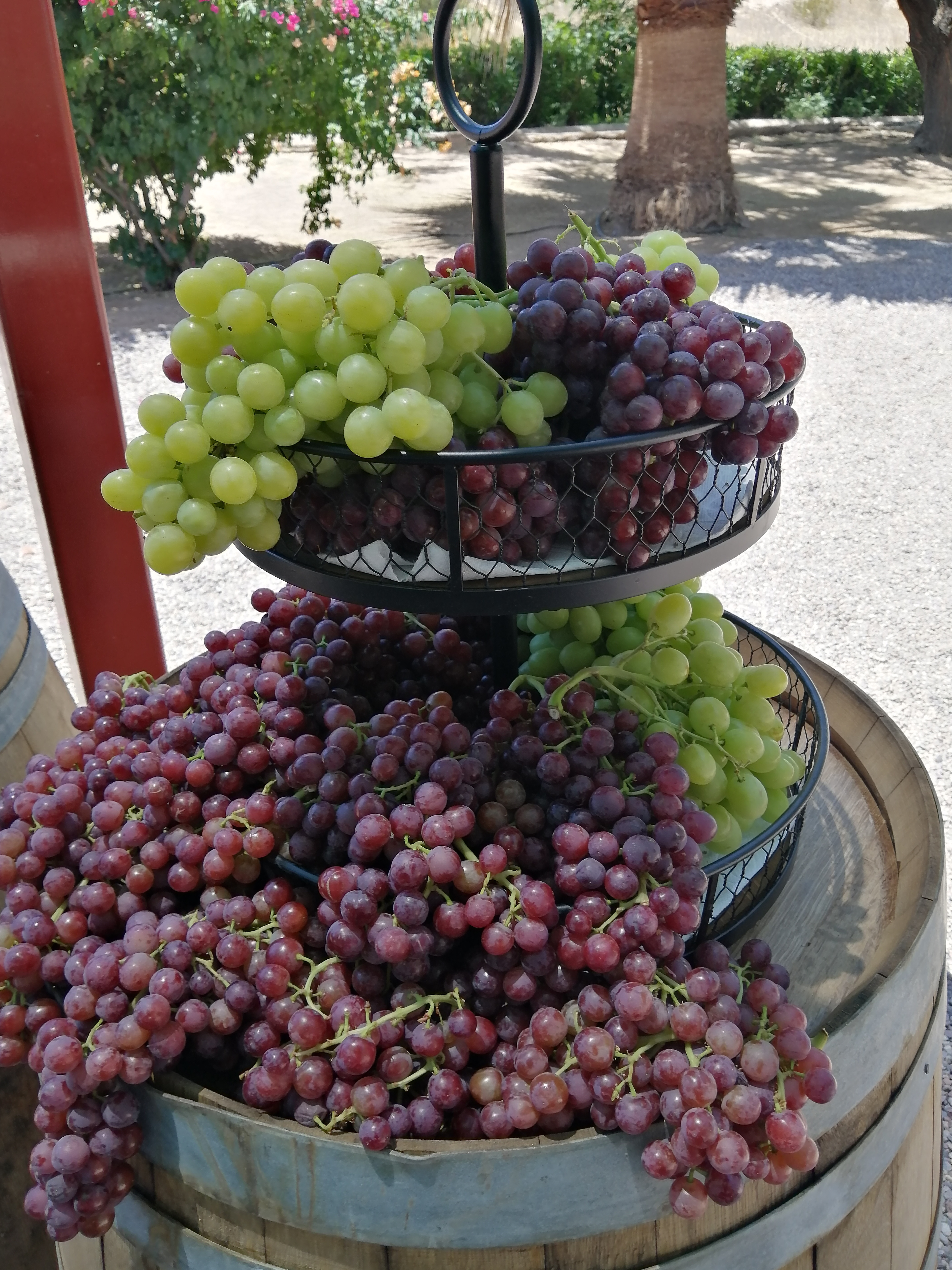
Ruta de agroturismo

- Las Carreras de Caballos.

## Vías de comunicación
La ciudad de Caborca está comunicada con el resto del estado a través de la carretera México-Tijuana; hacia el norte con los municipios de San Luis Río Colorado y Puerto Peñasco, hacia el sur con Pitiquito, Altar y Santa Ana. Cuenta con la autopista de cuatro carriles Santa Ana-Caborca; también tiene estación de ferrocarril de carga en la ciudad de Caborca, central de autobuses interurbanos, transporte urbano, servicios de taxis y aeropista para el tráfico de avionetas.

## Ciudades hermanas
- Prescott, Estados Unidos.[59][60]
- San Rafael, México.[61][62]

## Deportes
La ciudad cuenta con infraestructura deportiva en la que se incluyen el Estadio de beisbol Héroes de Caborca, el Estadio de fútbol Fidencio Hernández, el Gimnasio Municipal de Basquetbol, el Gimnasio Multifuncional, la pista de atletismo "Dr. Enrique García, así como múltiples unidades deportivas.

## Personas destacadas
- Abigael Bohórquez (1936-1995): poeta, escritor y dramaturgo.
- Gloria Aidé Nogales: maestra, docente con más años de carrera en la historia del estado de Sonora.[63]
- Glenda Reyna (1952-): modelo, empresaria, diseñadora de moda y personalidad de televisión.
- Marbella Corella (1988-): cantante de género ranchero y baladas.
- Luis Guadalupe Loroña (1993-): futbolista profesional de Tampico Madero F.C..
- Luis R. Conriquez (1996-): cantante y compositor de corridos tumbados.
- Vladimir Loroña (1998-): futbolista profesional de Xolos de Tijuana.
- Christian Nodal (1999-): cantante y compositor del género regional mexicano.
- Jesús Alcántar (2003-) futbolista profesional de Sporting de Lisboa.

## Urbanismo
La traza urbana de la ciudad de Caborca fue realizada por Domingo Quiroz y Mora en 1872. Actualmente una de las avenidas principales de la ciudad lleva su nombre. Caborca tiene un trazo urbanístico reticular o de cuadrícula en su mayor parte lo que facilita su ordenamiento y transporte de sus habitantes. La mayoría de las cuadras de la ciudad son de 100 m x 100 m. La ciudad abarca un área de más de 25 km cuadrados y está en constante crecimiento debido al gran dinamismo económico de Caborca.

## Influencia e impacto regional
Según el INEGI la población de la ciudad de Caborca es de 67,604 habitantes, la población del municipio de Caborca es de 89,122 habitantes, la población del municipio de Caborca incluyendo los municipios cercanos como Pitiquito y Altar es de 107,736 habitantes, la población de toda la región y área de influencia de Caborca es de 111,712 habitantes incluyendo la población de los municipios de Caborca, Pitiquito, Altar, Oquitoa, Atil, Tubutama, Saric y Trincheras. La vida económica de estos municipios esta ligada a Caborca. La ciudad de Caborca es la sede de la mayoría de los centros educativos, comercios, industrias, oficinas y servicios regionales.